# Raigarh
Raigarh è una suddivisione dell'India, classificata come municipality, di 110.987 abitanti, capoluogo del distretto di Raigarh, nello stato federato del Chhattisgarh. In base al numero di abitanti la città rientra nella classe I (da 100.000 persone in su).

## Geografia fisica
La città è situata a 21° 53' 60 N e 83° 24' 0 E e ha un'altitudine di 214 m s.l.m..

## Storia
Prima dell'indipendenza indiana, Raigarh era un principato indiano.

## Società

### Evoluzione demografica
Al censimento del 2001 la popolazione di Raigarh assommava a 110.987 persone, delle quali 57.465 maschi e 53.522 femmine. I bambini di età inferiore o uguale ai sei anni assommavano a 14.786, dei quali 7.722 maschi e 7.064 femmine. Infine, coloro che erano in grado di saper almeno leggere e scrivere erano 78.460, dei quali 45.124 maschi e 33.336 femmine.